# حميدة بانو بيغوم
حميدة بانو بيغوم (بالفارسية: حمیده بانو بیگم) (1527 – 29 أغسطس 1604) كانت الإمبراطورة القرينة في سلطنة مغول الهند وزوجة السُلطان الثاني نصير الدين همايون ووالدة السُلطان جلال الدين أكبر. ومعروفة باسم «مريم مكاني» الذي منحها إياه ابنها أكبر كما حملت لقب «باديشاه بيغوم».